# Witte munt
Witte munt (Mentha suaveolens, synoniem: Mentha rotundifolia) is een vaste plant die behoort tot de lipbloemenfamilie (Labiatae of Lamiaceae). Het is een plant van voedselrijke, lemige grond. De soort is te vinden in grasbermen, langs oevers en op open grond. De plant staat op de Nederlandse Rode lijst van planten als zeldzaam en sterk afgenomen.
De plant wordt 25-75 cm hoog, vormt bovengrondse en ondergrondse uitlopers en heeft een sterke geur. De blaadjes hebben een appelachtige geur. De stengels en de kelken zijn dichtbehaard. De zittende, breed-eironde bladeren zijn 3-5 × 2-4 cm groot en hebben een gezaagde rand. De onderkant van het blad is evenals de bovenkant behaard.
De witte munt bloeit van juli tot oktober met lichtlila tot bijna witte bloemen. De bloeiwijze is een schijnaar, die opgebouwd is uit schijnkransen.
De vrucht is een vierdelige splitvrucht.

## Toepassingen
De witte munt wordt veel gebruikt als bodembedekker in siertuinen. Ook als keukenkruid. Mentha suaveolens 'Variegata' is een cultivar met wit gerande bladeren en een ananasachtige geur.

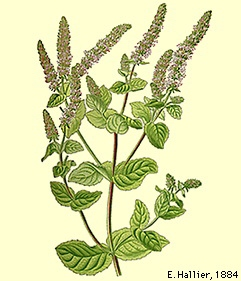
Illustratie door Ernest Hallier
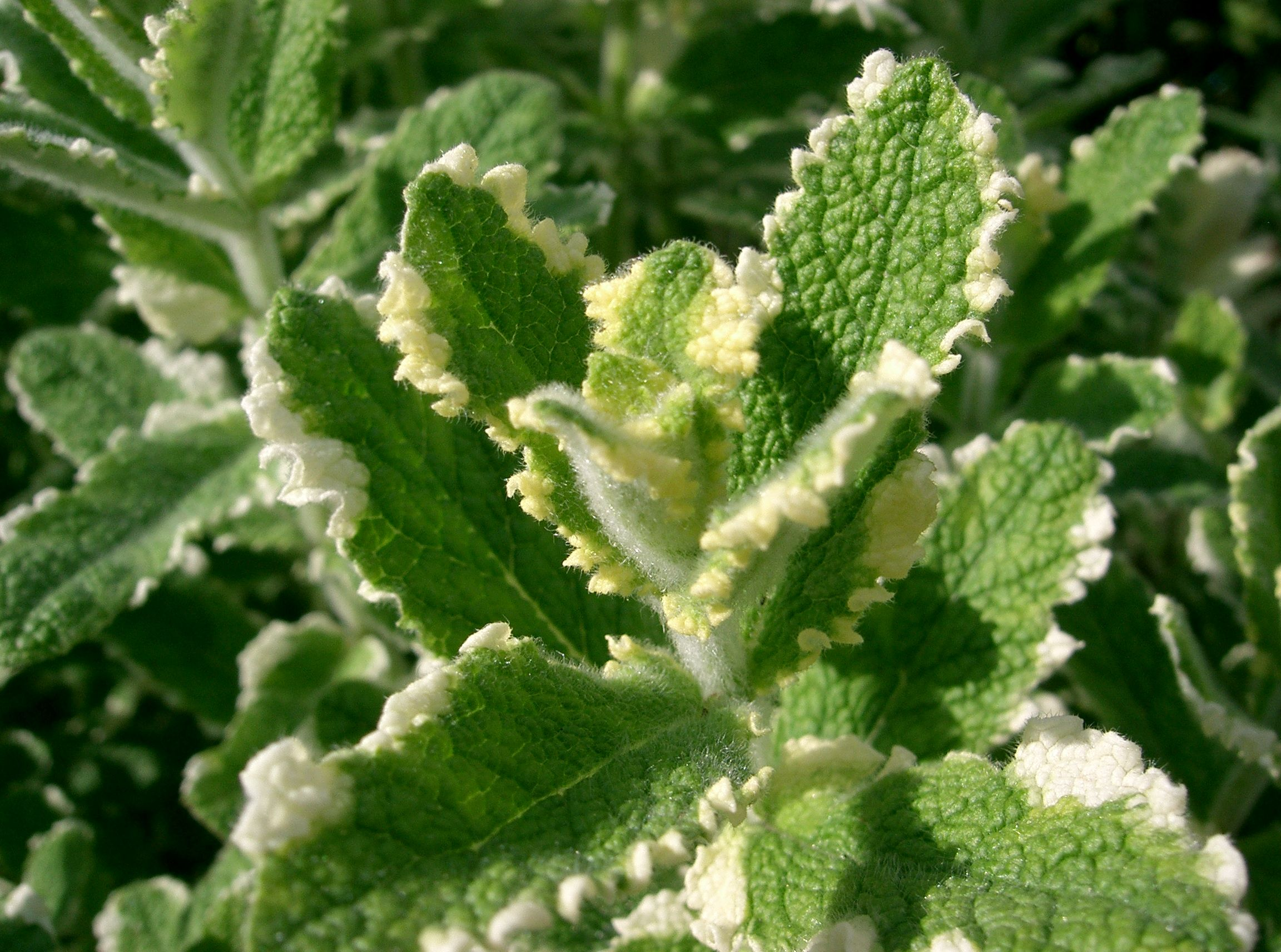
Mentha suaveolens 'Variegata'

## Namen in andere talen
- Duits: Apfelminze, Wohlriechende Minze
- Engels: Apple mint, Woolly Mint
- Frans: Menthe odorante, menthe à feuilles rondes, baume sauvage